# Estadi Renzo Barbera
L'Estadi Renzo Barbera, també anomenat La Favorita, és un estadi de futbol de la ciutat de Palerm, a Sicília (Itàlia). Actualment és la seu de l'US Palermo, el club de futbol de la ciutat, que actualment juga a la Sèrie A. L'estadi fou inaugurat el 1990 per la Copa del Món de Futbol de 1990 celebrada a Itàlia, i té una capacitat de 37.000 espectadors i unes dimensions de 105x68 metres.

## Història
L'estadi es va inaugurar el 24 de gener de 1932 i va ser anomenat Stadio Littorio en homenatge al feixisme. El partit d'inauguració va ser Palerm contra Atalanta, guanyant el Palerm per 5-1. El camp estava envoltat d'una pista i no tenia graderia darrere de les porteries. El 1936, l'estadi va ser reanomenat Stadio Michele Marrone, en memòria d'un soldat mort durant la Guerra Civil espanyola. El nom va ser canviat una altra vegada al final de Segona Guerra Mundial a Stadio La Favorita.
El 1948, la pista va ser eliminada i les grades darrere de cada porteria van ser construïdes. El 1984 una nova remodelació va afegir una segona graderia que va augmentar la capacitat a 50.000 espectadors. Aquesta va augmentar de capacitat, però només va ser completament coberta en dues ocasions, en un partit de la Sèrie C1 contra el Messina i un partit amistós contra la Juventus. Una tercera remodelació es va acabar el 1990, la qual va ser empresa pel fet que la ciutat de Palerm va ser triada per rebre diversos partits del Mundial d'Itàlia 1990. A causa d'aquesta remodelació, la capacitat de l'estadi va baixar als seus actuals 37.619 seients.
El 18 de setembre de 2002 l'estadi va ser rebatejat amb el nom de Renzo Barbera, l'últim president del Palerm en la Sèrie A, així com a finalista de dues Copes d'Itàlia al llarg dels anys 60 i 70, que havia mort aquell mateix any el 19 de maig. La campanya 2004-05, va suposar la primera aparició del Palerm en la Sèrie A en més de 30 anys, tots els seients de l'estadi van ser adjudicats en la campanya d'abonats durant l'estiu. Tanmateix, això no s'ha repetit en els anys següents.
El president del Palerm Maurizio Zamparini, va anunciar el projecte de construcció d'un nou estadi propietat del mateix club.